# Каїрський складаний вівтар
Каїрський складаний вівтар (нім. Klappaltar von Kairo) або Стела Ехнатона з родиною (англ. Stela of Akhenaten and his family) — це вівтарне зображення, яке зберігається у Єгипетському музеї в Каїрі та зображує фараона Ехнатона, його дружину Нефертіті та три їхні дочки.
Вапнякова стела (інв.номер JE 44865) має розмір 43,5 × 39 см. Вона була знайдена в 1912 р. Людвігом Борхардтом при розкопках в квадраті за планом 47, будинок 16 в Тель-ель-Амарні Під час поділу археологічних знахідок експедиції Борхардта 20 січня 1913 року відповідно правил того часу, Гюстав Лефевр обрав для єгипетської служби старожитностей (сучасна Вища Рада Старожитностей) половину знахідок, яка містила цей об'єкт, а не Бюст Нефертіті.

## Опис
Зліва від центру стели Ехнатон сидить на стільці та подає коштовність своїй старшій дочці, Мерітатон, яка стоїть перед ним. Нефертіті сидить навпроти нього, відповідно справа, та грає з двома іншими дочками, що сидять в неї на колінах. Це Макетатон та Ансеченпаатон (майбутня дружина Тутанхамона). У верхній частині посередині стели розташований диск Атона, чиї промені закінчуються руками, які тримають символ життя (Анкх), а отже вважаються життєдайними. На задньому плані — різні ієрогліфічні написи з іменами та титулами зображених людей. По краю трьох сторін розташований ряд додаткових ієрогліфів, розфарбованих блакитною фарбою, яка ще частково існує. Знизу стели з обох боків є невеликі отвори, які вказують на те, що в стели колись були бокові частини з обох боків.
Так зване «доктринальне ім'я» Атон, використане на цьому вівтарі, все ще у своїй первинній формі. З огляду на це, а також зображення дочок (лише трьох з шести) і стилістичних рис, характерних для Амарнського періоду, стела датується кінцем першої половини правління Ехнатона.
Такі стели були типові для Амарнського періоду Стародавнього Єгипту, їх переважно знаходять у похованнях Амарни, яка була столицею Єгипту під час правління Ехнатона і мала тоді назву Ахенатон. Ці стели були вівтарями, які розміщувались у приватних каплицях або будинках для поклоніння родині фараона та богу сонця Атону.

## Звинувачення у підробці
У інтерв'ю для Шпіґель в 2009 році у зв'язку з твердженням, що Бюст Нефертіті є підробкою, єгиптолог Рольф Краусс також стверджував, що і стела Ехнатона (знайдена в одній експедиції з бюстом Нефертіті) є підробкою. Підставами для такої думки Краусс вважає 9 моментів і, серед іншого, наступне:
- начебто, слово Маат (істина, справедливість) написано неправильно в 4-х місцях;
- Ехнатон зображений шульгою, що суперечить давньоєгипетській іконографії;
- пожовтіння вапняку від часу є підробкою, а не патиною, на підставі кольорового аналізу.

Цю думку підтримав інший єгиптолог — Крістіан Льобен, зазначивши, «Рельєф є копією, обманно виготовлена стилістична мішанина», а також єгиптолог Мартін фон Фальк, який визначив доводи Краусса «переконливими, що ставлять справжність вівтаря під сумнів.»
Натомість колишній директор Єгипетського музею в Берліні Дітріх Вілдунг заперечує думці цих єгиптологів. А Міхаель Е.Хабіхт (нім. Michael E. Habicht) звернувся до цієї теми в своїй роботі 2011 року «Nofretete und Echnaton. Das Geheimnis der Amarna-Mumien» (з нім. «Нефертіті та Ехнатон. Таємниця мумій Амарни»), де він аналізує всі 9 доказів Краусса у сукупності та відкидає їх.